# Megaselia serrata
Megaselia serrata är en tvåvingeart som först beskrevs av Wood 1910.  Megaselia serrata ingår i släktet Megaselia och familjen puckelflugor. Inga underarter finns listade i Catalogue of Life.